# Максименков Валерій Іванович
Вале́рій Іва́нович Макси́менков (рос. Валерий Иванович Максименков, нар. 14 січня 1940, Починок, СРСР) — радянський футболіст, півзахисник. Старший брат екс-гравця національної та олімпійської збірних СРСР Олександра Максименкова.

## Життєпис
Народився в місті Починок, що на Смоленщині. Протягом 1960—1965 років захищав кольори смоленської «Іскри», що змагалася в чемпіонаті другої ліги. 1966 року перейшов до складу «Уральця» з Нижнього Тагілу, де відіграв два сезони.

## Родина
- Брат — Максименков Олександр Іванович (1952–2012), радянський футболіст та російський футбольний тренер. Екс-гравець національної збірної СРСР.
- Племінник — Максименков Ілля Олександрович (1998), російський футболіст, півзахисник.